# Laversdale
Laversdale – wieś w Anglii, w Kumbrii. Leży 11 km na północny wschód od miasta Carlisle i 423 km na północny zachód od Londynu.